# 志丹县
志丹县是中国陕西省延安市所辖的一个县，史称保安军、保安州、保安县。总面积为3781平方公里，常住人口約15.5万人。

## 历史
金朝大定十年（1172年）置保安县，二十二年升为保安州，治所在今志丹县城。元朝至元六年（1269年）复降为县。属延安路。明、清属延安府。清代考评：简。民国初年，全国废府，直属陕西省，后又属榆林道。1934年2月，中国共产党攻占保安县西部，建立革命根据地，属陕甘边根据地范围。11月，在根据地建立赤安县苏维埃政府，属陕甘边苏维埃临时政府。1935年，刘志丹领导下的西北红军攻占保安县县城，成为陕甘革命根据地一部分。1936年6月，中国共产党为纪念刘志丹烈士，改名志丹县，属陕甘宁根据地。1937年，志丹县直辖于陕甘宁边区。但中华民国政府方面仍沿用保安县一名，1949年时，属陕西省第二行政督察区。随着中国共产党最后胜利，志丹县最终彻底取代保安县。

## 人口
2020年末，延安市第七次全国人口普查公报显示：志丹县常住人口为155129人，男性占比52.57%，女性占比47.43%，年龄结构中0-14岁占比23.89%，15-59岁占比62.99%，60岁以上占比13.12%，65岁以上占比8.47%。

## 行政区划
志丹县下辖1个街道办事处、7个镇：
保安街道、杏河镇、顺宁镇、旦八镇、金鼎镇、永宁镇、义正镇和双河镇。

## 交通
- 341国道过境。